# Ed Sanders
Hayes Edward "Big Ed" Sanders (Los Angeles, Califórnia; 24 de Março de 1930 – Boston, Massachusetts; 12 de Dezembro de 1954) foi um pugilista americano, campeão olímpico em 1952.
Nascido em Los Angeles, estudou na Idaho State University, onde praticava futebol e atletismo. Começou a praticar boxe incentivado pela bem sucedida equipe da Universidade. Nos Jogos Olímpicos de Verão de 1952, Sanders conquistou a medalha de ouro do peso pesado derrotando na final o sueco Ingemar Johansson. Após os Jogos, serviu à Marinha dos Estados Unidos por dois anos e se tornou pugilista profissional. Venceu sete das suas oito primeiras lutas. Em 11 de dezembro de 1954, Sanders enfrentou Willie James e foi nocauteado no décimo primeiro round, saiu carregado do ringue e jamais recuperou a consciência, falecendo dezoito horas depois da luta.
Em 26 de maio de 2012, o filho de Sanders, Russell, presidiu sua introdução póstuma no Hall da Fama de Atletismo do Compton Community College, na categoria de boxe. Ele também foi introduzido no Hall da Fama da Universidade Estadual de Idaho.

## Juventude
Depois de se formar na Jordan High School, Sanders estudou no Compton College, onde novamente se destacou no futebol e em um novo esporte, o boxe. Em 1950, no National Junior College Boxing Championships em Ogden, Utah, o Sanders de 1,90 m de altura e 220 libras atraiu a atenção do técnico de boxe do Idaho State College, Dubby Holt, e do técnico de futebol americano Babe Caccia. "Ele tinha uma boa mão esquerda e, para o grande homem que era, era um verdadeiro boxeador ortodoxo e habilidoso", lembra Holt. Pouco depois, Sanders recebeu uma bolsa de estudos para atletas no Idaho State College (agora Idaho State University) em Pocatello, Idaho, onde lutou boxe e jogou futebol.
Sanders floresceu no estado de Idaho quase todo branco. Em sua primeira luta colegial, Sanders nocauteou o campeão dos pesos pesados da Costa do Pacífico. Sanders também estabeleceu um recorde ao nunca perder uma luta em um duelo universitário. Enquanto estudava no estado de Idaho, Sanders se apaixonou por Pocatellan Mary LaRue, que na época era secretária do departamento de atletismo do estado de Idaho. Mais tarde, ela se tornou sua esposa.

## Carreira amadora
Em 1951, Sanders foi convocado para o Exército dos Estados Unidos para lutar na Guerra da Coréia, mas foi convencido a ingressar na Marinha por seus treinadores. Ele então continuou sua carreira no boxe como parte da equipe de boxe da Marinha dos EUA sob a direção de GE “Moose” Detty. Sanders obteve uma série de vitórias importantes quando derrotou o campeão dos pesos pesados da Marinha, Kirby Seals, em San Diego, Califórnia, e venceu os torneios Los Angeles Golden Gloves[carece de fontes?] e Chicago Golden Gloves. Ele posteriormente viajou pela Europa, vencendo o Torneio Luvas de Ouro em Berlim, Alemanha, o que aumentou sua reputação como peso pesado dominante. Ao retornar aos Estados Unidos, Sanders treinou nas instalações da Marinha em Maryland para seu sonho: as Olimpíadas.

## Olimpíadas
As Olimpíadas, que já foram um sonho distante, de repente estavam ao alcance de Sanders, mas as seletivas olímpicas pareciam um grande teste, com a dura competição de todo o país disputando as poucas vagas cobiçadas da equipe dos EUA. Na Regional Mid-West em Omaha, Nebraska, Sanders foi derrotado pelo Cabo do Exército Lloyd Willis, mas ainda assim avançou para as finais por causa de sua vitória anterior sobre o Navy Champion Seals. Sanders e Willis se encontraram novamente em uma luta em Kansas City, Missouri, que decidiu a última vaga na equipe olímpica de boxe. Com uma mão quebrada, Sanders nocauteou Willis, derrubando-o com um forte gancho de esquerda em apenas um minuto.
Os Jogos Olímpicos de Verão de 1952 em Helsinque não foram um grande desafio para Sanders, pois ele nocauteou seus três primeiros oponentes e chegou à final contra o sueco Ingemar Johansson. A combinação deles era normal. Durante todo o primeiro turno, Johansson evitou Sanders circulando ao longo das bordas do ringue. A multidão, cada vez mais impaciente, chamou Johansson para lutar. No segundo turno, Johansson manteve a mesma estratégia. Por fim, no terceiro minuto do segundo round, Johansson foi desclassificado por não ter lutado pelo árbitro. Johansson foi retirado do ringue entre policiais e, posteriormente, recusou a medalha de prata. Mais tarde, Sanders ficou no topo do estrado de prêmio com o lugar para o medalhista de prata vago e uma bandeira sueca em seu nó desfraldado. Johansson afirmou que não estava fugindo de Sanders, mas sim tentando cansar seu enorme oponente para um ataque planejado da terceira rodada, mas ele não recebeu sua medalha de prata por mais 30 anos.
Sanders, o primeiro afro-americano campeão olímpico de pesos pesados e o primeiro americano a ganhar o ouro na divisão desde 1904, voltou aos Estados Unidos como herói nacional. A combinação de seu estilo de luta tenaz, profundo senso de segurança e comportamento humilde atraiu a atenção constante da mídia. A cidade de Los Angeles deu um dia em sua homenagem e ele foi inundado com pedidos de participação em eventos atléticos, sociais e religiosos.
Após as Olimpíadas, o status de amador de Sanders tornou-se um fardo em sua capacidade de sustentar sua esposa e filho, Russell, que nasceu em 1953. Os compromissos de Sanders na Marinha o levaram a San Diego, onde treinou com o mentor e amigo íntimo Moose Detty. Sanders foi transferido posteriormente para Maryland e Boston, onde alugou um apartamento com sua esposa e filho.
Como um homem da Marinha, Sanders foi impedido de boxear profissionalmente, então ele continuou a boxear nas fileiras amadoras.
Sanders reentrou no Torneio de Luvas de Ouro de 1953 e lutou com o futuro Campeão Mundial dos Pesos Pesados Sonny Liston na luta pelo Campeonato de Luvas de Ouro de 1953 em Chicago. Sanders entrou na luta com o polegar quebrado, o que atrapalhou o que ainda era considerado uma boa atuação. Liston saiu vitorioso, embora testemunhas na luta acusassem Liston de agarrar Sanders ilegalmente, e ainda outros na platéia sentiram que Sanders venceu a luta. Sanders foi convidado novamente para o Torneio Intercity Golden Gloves, mas recusou a oportunidade devido a uma lesão no polegar.
Sanders encerrou sua carreira amadora com um recorde de 43 vitórias e apenas 4 derrotas.

## Pro carreira
Após a vitória olímpica, a carreira profissional de Sanders tornou-se uma perspectiva intrigante, mas Sanders ainda estava na Marinha, o que não permitia que o pessoal da ativa boxeasse profissionalmente. Além disso, Sanders, agora morando perto de uma base naval em Boston, não tinha um treinador consistente e parceiros de treino de peso pesado. Sanders decidiu se tornar o campeão dos pesos pesados.
Sanders recorreu a muitas pessoas em busca de conselhos, incluindo seu capitão da Marinha. A principal confidente de Sanders era Detty, que em cartas advertia contra se tornar profissional. Embora Sanders fosse um campeão olímpico, ele lutava boxe há apenas 4 anos e precisava de mais tempero antes de se tornar profissional.
Sanders, famoso e detentor de uma valiosa medalha de ouro olímpica, enfrentou imensa pressão do mundo e da mídia do boxe para se tornar profissional. Sanders também precisava sustentar financeiramente sua esposa, Mary, e seu filho recém-nascido, Russell. Sanders tentou desesperadamente, mas não conseguiu obter dispensa da Marinha, que o considerava internado até pelo menos 1955. Ainda assim, Sanders não tinha experiência.
Em 17 de junho de 1954, Sanders compareceu à luta entre Rocky Marciano-Ezzard Charles em Nova York como convidado do Conselho Internacional de Boxe, que cortejou Sanders fortemente. Mais cedo naquele mesmo dia, Sanders assistiu a um jogo entre o Brooklyn Dodgers e o Atlanta Braves e testemunhou Jackie Robinson acertar dois home runs.
Sanders tornou-se profissional em fevereiro de 1953, agindo suspeitosamente como seu próprio gerente para atender aos requisitos da Naval. Os conselheiros IBC de Sanders, Truman Gibson, Nuno Cam, Sam Silverman, Frankie Carbo e Johnny Dundee, estavam todos supostamente ligados ao submundo do boxe - companheiros estranhos para um homem como Sanders, mas talvez inevitável para o sucesso no boxe em Boston 1953-54.
A primeira luta profissional de Sanders aconteceu em 8 de março de 1954 contra Sonny Nichols, com Sanders vencendo em um nocaute técnico no primeiro round. Sanders venceu suas próximas duas lutas por nocaute antes de ser atordoado em uma derrota por decisão de cinco rounds para Willie Wilson. Em correspondência privada a Detty, Sanders, chocado e entristecido, confidenciou que sentia que não tinha negócios adequados e parceiros de treino além do conceituado peso-pesado local Willie James. Sanders também se queixou de dor intensa no ombro e mencionou em cartas que havia sido radiografado.
Sanders venceu uma luta de 22 de maio de 1954 contra Jack Flood e depois vingou sua derrota anterior para Willie Wilson no final daquele verão em agosto de 1954, vencendo uma decisão em oito rounds. Em 5 de outubro de 1954, Sanders lutou pelo empate com Bert Whitehurst. Sanders e Whitehurst lutaram uma revanche apenas três semanas depois, em 26 de outubro de 1954, com Sanders vencendo por decisão unânime de dez rounds. Concluindo um ano turbulento, Sanders lutou oito lutas profissionais em apenas nove meses, perdendo duas lutas em decisões acertadas.

## Última luta e morte
No sábado, 11 de dezembro de 1954, Sanders lutou com seu parceiro de treino Willie James, o campeão dos pesos pesados da Nova Inglaterra no Boston Garden em Boston, Massachusetts. A luta foi sua última. James era um peso pesado altamente considerado que em fevereiro de 1954 teve um bom desempenho em lutas de sparring contra Sanders. Sanders, que havia reclamado anteriormente de dores de cabeça e tinha seu ombro radiografado apenas algumas semanas antes, estava estranhamente apático na opinião de alguns observadores. James e Sanders trocaram golpes pesados por dez rodadas. Na décima primeira rodada, Sanders parecia "cansado", na estimativa de James, e foi derrubado por uma combinação de soco simples. Sanders caiu na tela e perdeu a consciência imediatamente, respirando com dificuldade enquanto estava deitado de lado. O pessoal do ringue o carregou para fora do ringue em uma maca.
Sanders nunca recuperou a consciência e morreu após uma longa cirurgia para aliviar a pressão no cérebro. O legista concluiu que Sanders provavelmente agravou uma lesão anterior. Os médicos e treinadores concluíram que Sanders provavelmente sofreu uma lesão anterior que foi agravada na luta contra James. Sanders foi enterrado no cemitério Woodlawn em Santa Monica, Califórnia, após uma saudação militar de 21 tiros.